# Șofronea (gmina)
Șofronea – gmina w Rumunii, w okręgu Arad. Obejmuje miejscowości Sânpaul i Șofronea. W 2011 roku liczyła 2575 mieszkańców.